# Gildardo Muñoz
Gildardo Muñoz är en ort i Mexiko.   Den ligger i kommunen Papantla och delstaten Veracruz, i den sydöstra delen av landet, 210 km nordost om huvudstaden Mexico City. Gildardo Muñoz ligger 103 meter över havet och antalet invånare är 638.
Terrängen runt Gildardo Muñoz är platt åt sydväst, men åt nordost är den kuperad. Runt Gildardo Muñoz är det ganska tätbefolkat, med 72 invånare per kvadratkilometer. Närmaste större samhälle är Poza Rica de Hidalgo, 16,8 km norr om Gildardo Muñoz. Omgivningarna runt Gildardo Muñoz är en mosaik av jordbruksmark och naturlig växtlighet.